# نوک‌شاخ بزرگ
نوک‌شاخ بزرگ (نام علمی: Buceros bicornis) نام یک گونه از تیره نوک‌شاخ است.

## نگارخانه

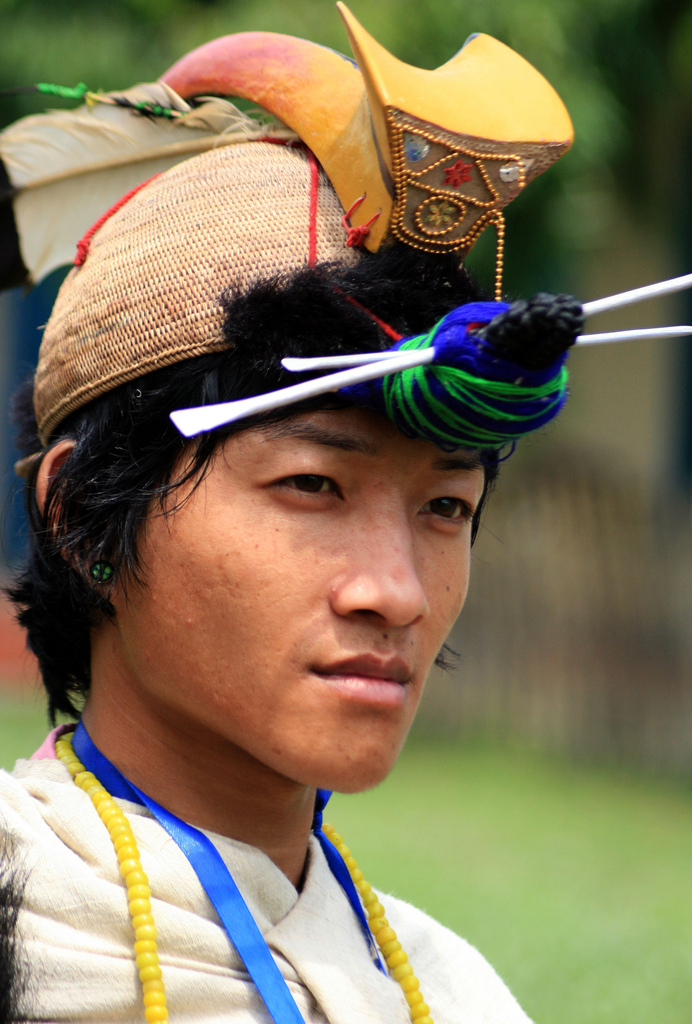
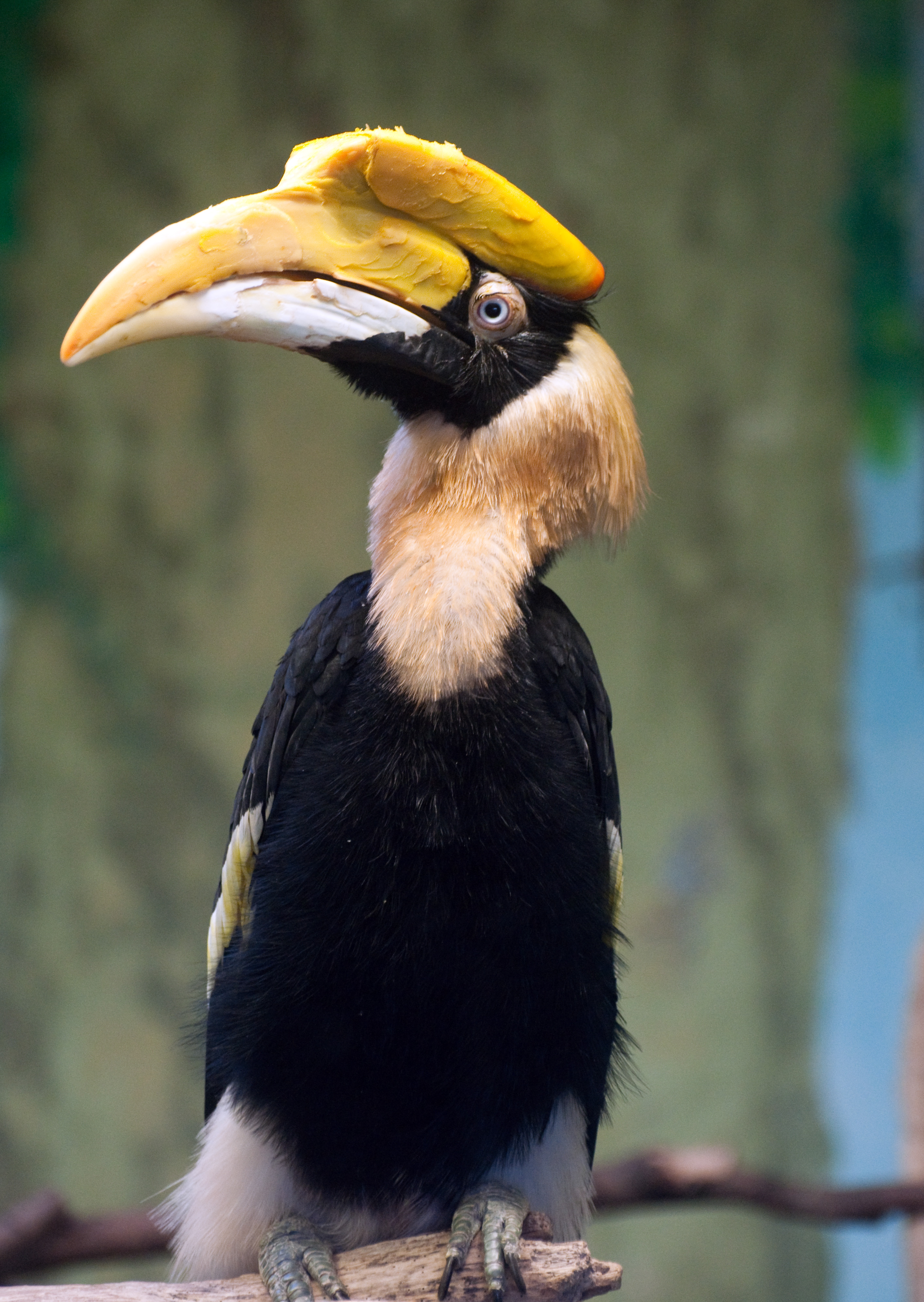